# Observatório de Estrasburgo
O Observatório de Estrasburgo é um observatório astronômico em Estrasburgo, França.

## Astrônomos de destaque
- Julius Bauschinger
- André Danjon
- William Lewis Elkin
- Ernest Esclangon
- Ernst Hartwig
- Carlos Jaschek
- Pierre Lacroute
- Otto Tetens
- Carl Wilhelm Wirtz
- Walter Wislicenus